# Чарли Спринг
Чарльз Фрэ́нсис «Ча́рли» Спринг (англ. Charles Francis «Charlie» Spring) — персонаж серии комиксов «Heartstopper. С замиранием сердца» за авторством Элис Осман и основанного на ней сериала «Трепет сердца» (с 2022), где его сыграл актёр Джо Лок. Впервые персонаж появился в романе Solitaire, вышедшем в 2014 году.

## Кастинг
Джо Лок был выбран на роль Чарли после прослушиваний по видеосвязи. Позже он вспоминал это так: «Когда я впервые услышал о пробах, я прочитал комикс и увидел в Чарли столько общего со мной и моим школьным опытом. Я сильно захотел стать частью этого проекта, потому что мне казалось, что сейчас не так много шоу, освещающих положительные стороны жизни квир-персоны».

## Описание персонажа
Чарли — парень Ника Нельсона (Кит Коннор). Чарли неплохо играет на барабанах и любит читать. Он сильно любит Ника и стремится любой ценой сделать его счастливым. Чарли тихий и неуверенный, высокого роста, имеет тёмные кудрявые волосы и голубые глаза, любит животных.

## Биография персонажа
Чарли — сын испанца Хулио Спринга и британки Джейн Спринг, младший брат Тори Спринг и старший брат Оливера Спринга. День рождения Чарли — 27 апреля. В юности Чарли часто задирали сверстники, из-за чего у него ухудшилось психическое здоровье и снизилась самооценка и он регулярно занимался селфхармом.

## Характер
Чарли стеснителен, встревожен, чувствителен и неуверен в себе. Также он очень чуткий и не любит смотреть, как кто-то, в особенности Ник, плачет. Чарли нравятся чтение, собаки и игра на барабанах. Также он увлекается древнегреческой литературой и работами Кита Харинга. Тори считает брата милым и полагает, что эта черта недооценена и может быть его преимуществом.
Чарли — открытый гей, о чём вся школа знает из-за его бывшего парня Бена Хоупа.

## Здоровье
Из-за перенесённой травли, аутинга и токсичных отношений с Беном Чарли страдает несколькими психическими расстройствами, в частности тревогой, анорексией, депрессией и ОКР.

## Появления

### Телевидение
- «Трепет сердца» (с 2022)

## Признание
В 2023 году сайт Collider составил свой список «десяти лучших персонажей Heartstopper», в котором Чарли оказался на первом месте.